# Pozycja lateralna

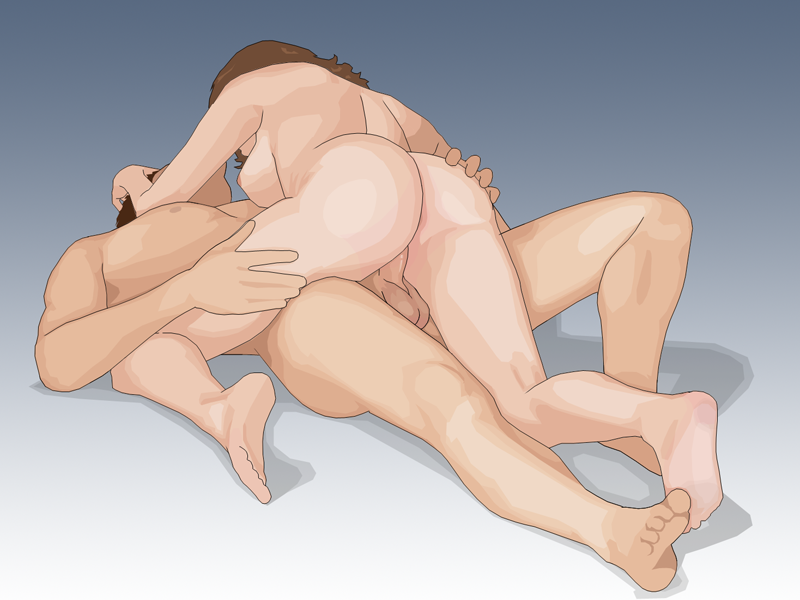
Ilustracja pary w pozycji lateralnej z kobietą przesuniętą w prawo.

Pozycja lateralna – pozycja seksualna opisana przez Williama Mastersa i Virginię Johnson w ich Human Sexual Response. Wariant odwróconej pozycji misjonarskiej. Pozycja była preferowana przez 75% heteroseksualnych respondentów, którzy jej spróbowali.

## Technika[1][2][3][4][5]
Dojście do tej pozycji wymaga rozpoczęcia od pozycji na jeźdźca z penisem w pochwie, a następnie:
1. Mężczyzna podnosi nieco w górę prawą nogę kobiety swoją lewą ręką.
2. Mężczyzna zaczyna zginać lewe kolano, nie podnosząc go z łóżka. Zamiast tego, w miarę zginania, przesuwa lewe kolano na zewnątrz,  odsłaniając od góry wnętrze swojego lewego biodra. Przesuwa lewą nogę w kierunku głowy i na zewnątrz, aż przejdzie ona pod jej uniesionym prawym kolanem.
3. Tymczasem kobieta pochyla się na swoją lewą stronę i przenosi ciężar ciała na lewe kolano. To pozwala jej wyprostować do tyłu podniesioną prawą nogę, umieszczając ją wewnątrz zgiętej lewej nogi partnera. W tym momencie należy uważać, aby penis nie wyślizgnął się z pochwy.
4. Jak tylko nogi zmieniły swoje położenie, kobieta pochyla się w kierunku piersi mężczyzny. On mocno podtrzymuje obiema rękami jej ciało naprzeciwko swojego.
5. Razem, przetaczają się na jej prawą (jego lewą) stronę, gdzie jej górna część ciała pozostaje. Może wspierać się na prawym łokciu lub leżeć płasko na poduszce. Mężczyzna przetacza się z powrotem płasko na plecach, podczas gdy trzymają swoje miednice przyciśnięte do siebie. W tym momencie mężczyzna znajduje się w pozycji leżącej na plecach na łóżku, a płaszczyzna kobiecego tułowia jest prawie prostopadła do tułowia mężczyzny. Jej ramiona są prawie pionowe, z lewym ramieniem ponad prawym. Jej tułów jest na tyle skręcony, że jej miednica znajduje się w pozycji poziomej, opierając się na jego miednicy. Ciężar kobiety w całości spoczywa na prawej stronie jej ciała i jej prawym łokciu.
6. Podejmują na nowo stosunek.

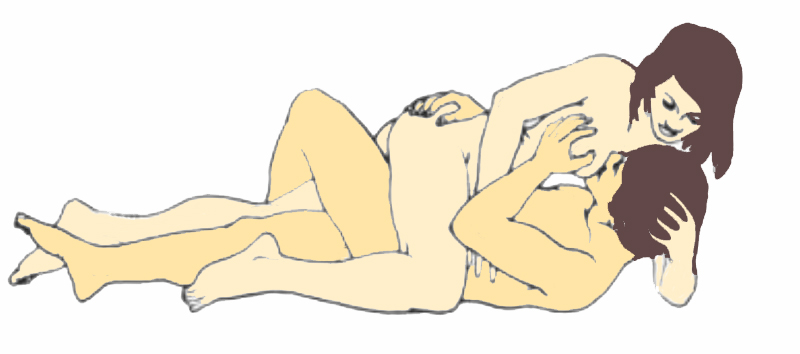
Ilustracja pozycji lateralnej z kobietą przesuniętą w lewo.

Para może, dla swojej wygody, wykonać powyższe ruchy w przeciwnym kierunku osiągając pozycję, w której ciężar kobiety w całości spoczywa na lewej stronie jej ciała i jej lewym łokciu.

## Zalety[1][3][4][5]
Pozycja ta zapewnia obydwojgu pełne podparcie (mężczyzna spoczywa na plecach, kobieta na swoim prawym ramieniu i tułowiu), z wyjątkiem lewej nogi kobiety, która spoczywa na prawym udzie mężczyzny. Mężczyzna leży płasko na plecach, a kobieta jest skręcona nieco na swoją prawą stronę. Ich ciała tworzą kąt około 30°, pozostawiając partnerów twarzą w twarz. Często obydwoje opierają swoje głowy o poduszki. Jeśli jej rozmiary wymagają tego, może być potrzebne więcej poduszek dla podparcia górnej części ciała kobiety.
Według Mastersa i Johnson, "gdy para osiągnie biegłość w pozycji lateralnej, ani mężczyzna ani kobieta nie są przygwożdżeni. Obydwoje mają swobodę ruchów miednicą w każdym kierunku, i nie występują skurcze mięśni lub konieczność męczącego podpierania ciała. Pozycja lateralna dostarcza obu płciom możliwość swobodnej ekspresji seksualnej. Pozycja ta jest szczególnie dobra dla kobiety, ponieważ  może poruszać się z pełną swobodą ciesząc się zarówno wolnymi jak i szybkimi pchnięciami miednicą, w zależności od poziomu seksualnego napięcia".
Pozycja jest zalecana przez nich dla wszystkich par, zwłaszcza w przypadkach przedwczesnego wytrysku dzięki mniejszemu napięciu mięśni u mężczyzny.